# Lyle Preslar
Lyle Preslar es un músico estadounidense conocido por ser guitarrista y compositor de la banda de hardcore punk Minor Threat. Posteriormente fue vocalista de The Extorts.
Después de la separación de Minor Threat, tocó la guitarra para la primera alineación de Samhain tras la salida de Glenn Danzig de la banda de punk rock y horror punk The Misfits.
Después de su retiro como músico trabajo para Caroline Records, y firmó con Ben Folds, Chemical Brothers, y Fat Boy Slim; para luego convertirse en ejecutivo de marketing de Elektra Records y Sire Records. En 2007, se gradúa de Rutgers School of Law-Newark.
Actualmente está casado con Sandy Alouete, una ejecutiva de VH1 y tiene un hijo de nombre Romy.
Preslar ganó el Premio Grammy (Law Initiative Writing Prize) en 2007 con un artículo acerca de la RIAA vs. XM Satellite Radio. Además tiene permitido ejercer el derecho en el estado de Nueva York desde el 23 de julio de 2008

## Bandas
- The Extorts
- Minor Threat
- Samhain